# Ponte Pietra
Die Brücke Ponte Pietra (Italienisch für Steinbrücke) ist eine römische Bogenbrücke über den Fluss Etsch in Verona (Italien). 

## Geschichte
Der lateinische Name der um 100 v. Chr. gebauten Brücke lautete in der Antike Pons marmoreus („Marmorbrücke“). Sie hat fünf Bögen und ihr Bau lässt sich auf die voraugusteische Zeit zurückführen. Die Brücke wurde mehrere Male von Hochwassern zerstört. Der Bogen nahe am rechten Ufer wurde um 1300 von Alberto della Scala neu errichtet, ebenso der hohe Wachturm. Die Verschiedenheit des Baumaterials verleiht der Brücke einen malerischen Charakter. Vier der Bögen und ein Teil der Pfeiler wurden am 24. April 1945 während des Zweiten Weltkrieges von sich zurückziehenden deutschen Truppen größtenteils gesprengt, aber 1957 bis 1959 mit Originalmaterial und mit den aus dem Fluss geborgenen Originalblöcken wieder aufgebaut. Sie besteht deshalb aus Elementen der Römerzeit, der Scaligerepoche und der Zugehörigkeit zu Venedig.